# جيمس أيه. وودز
جيمس أيه. وودز هو ممثل كندي، ولد في 30 أكتوبر 1979 بمونتريال في كندا.

## أعمال

### أفلام
- (2011) المخلدون[1][2]

## وصلات خارجية
- جيمس أيه. وودز على موقع IMDb (الإنجليزية)
- جيمس أيه. وودز على موقع قاعدة بيانات الفيلم (الإنجليزية)